# Sociedad de Autores y Compositores de Venezuela
SACVEN son las siglas de Sociedad de Autores y Compositores de Venezuela. Es una institución fundada en Caracas, el 16 de mayo de 1955, con el propósito de recaudar y distribuir los dividendos de los derechos de autor generados por el uso comercial de obras musicales y dramáticas en Venezuela.
Fue creada por iniciativa de un grupo de músicos venezolanos, entre los que se encontraban Luis Alfonzo Larrain, Chucho Sanoja, Billo Frómeta, Chucho Corrales, Ulises Acosta, Jacobo Erder y Aníbal Abreu José Velásquez. Inicialmente, tuvo la finalidad de crear un marco legal para la defensa de los autores venezolanos, esfuerzo que culminó en 1963 con el decreto de la Ley sobre el Derecho de Autor, por el gobierno nacional.
En 1964 la Sociedad de Autores y Compositores de Venezuela se asoció a la Confederación Internacional de Sociedades de Autores y Compositores (CISAC), lo que le permitió lograr acuerdos para la defensa de los derechos de autor de artistas venezolanos a nivel internacional.
Para 2014, SACVEN representa en Venezuela los derechos de más de 11.000 socios nacionales y de 2.000.000 de autores extranjeros.